# 施維茨前阿爾卑斯山脈

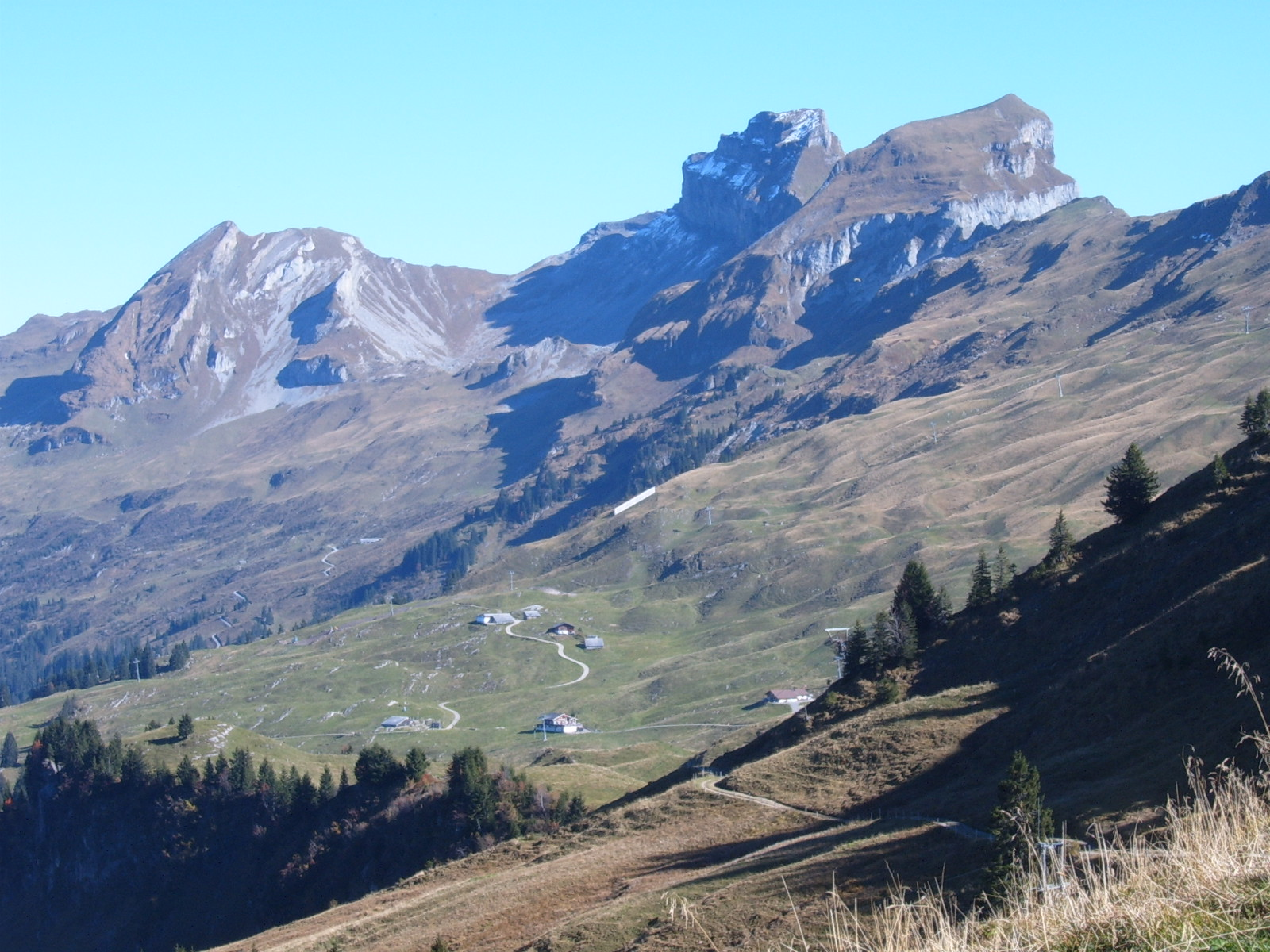

47°04′55″N 8°42′14″E / 47.082°N 8.704°E
施維茨前阿爾卑斯山脈（德語：Schwyzer Voralpen），是瑞士的山脈，位於該國中部，由施維茨州負責管轄，屬於阿爾卑斯山脈的一部分，最高點海拔高度2,282米。